# Jonstrup Seminarium
Jonstrup Seminarium, senere Jonstrup Statsseminarium, var kongerigets ældste skolelærerseminarium, der startede under navnet Blaagaard Seminarium på lystgården Blaagaard på Nørrebro i København i 1790, men det skiftede navn, da det flyttede til en nedlagt klædefabrik i Jonstrup nær Måløv ved Ballerup i 1808, og et andet seminarium, der senere (1963-2016) lå i Gladsaxe Kommune, overtog navnet Blågård Seminarium. Jonstrup Seminarium flyttede til Lundtofte gamle skole i 1955 og i 1960/61 til det nybyggede seminarium på Trongårdsvej ved Fortunen mellem Lyngby og Klampenborg.
Seminariet blev nedlagt ved lov i 1989, lukket 25. juni 1990 og var endeligt afviklet i 1992. De studerende kunne derefter fortsætte på det nye Blågård.
Efter flytningen i 1955 overtog Flyvevåbnets Officersskole de gamle bygninger i Jonstrup. Officersskolen forlod bygningerne i 1995. Bygningerne, som kaldes Jonstrup Gamle (forkortet Gl.) Seminarium og er beliggende på adressen Jonstrupvangvej 150, 3500 Værløse, blev overtaget af Værløse Kommune i 1998 og huser nu Egeskolen, som med 155 folkeskoleelever (skoleåret 2020/21) i 10. klasse sammen med en afdeling på Campus Furesø (Bybækskolen i Farum) i Farum er Furesø Kommunes folkeskole for 10. klasse. I et samarbejde med nabokommunerne går elever fra disse kommuner også på Furesø Kommunes 10. klasseskoler. Den private Marie Kruses Skole i Farum har også 10. klasse.
Det gamle seminarium i Jonstrup huser nu også i bygningerne Jonstrupsamlingen, som er et historisk museum for seminariet fra begyndelse til slut. Meget af historien er lagt på nettet.

## Kendte lærere dimitteret fra Jonstrup
- 1817 Jens Jensen (1796-1875), senere seminariets forstander
- 1827 Frederik Frølund (1806-1882), cand.theol., inspektør ved Christianshavns Borgerskole, folketingsmand
- 1827 Daniel Eiler Rugaard (1806-1875), lærer og politiker, udgav 1847 første danske bibliografi over pædagogik
- 1834 Lambert Franck Worsøe (1812-1874), lærer i Vollerup i Raklev sogn
- ca. 1841 Erik Bøgh (1822-1899), forfatter, komponist, tegner
- 1845 Hans Mortensen (1825-1908), botaniker, senere lærer på Jonstrup
- 1851 Carl Mortensen (1832-1893) lærer på seminariet fra 1851
- 1854 Rasmus Malling-Hansen (1835-1890), skrivekuglens opfinder
- 1855 Anders Petersen (1827-1914), lærer i Vallø by, forfatter, historiker
- 1858 Wilhelm Emil Jensen (f. 1836), forfatter
- ca. 1861 Kristen Hansen Skovmand (1841-1913), lærer i Østermarie, Bornholm
- 1863 Zakarias Nielsen (1844–1922), forfatter
- 1865 Joakim Larsen (1846–1920), skoledirektør på Frederiksberg
- 1868 Hans Rasmussen (1851-1939)
- 1879 Nicolai Andreas Larsen (1860-1946)[3][4]
- 1887 Vilhelm Larsen (1868-1954)
- 1888 Knud Hjortø (1869–1931), forfatter
- 1891 Peter Holm (1873-1950), museumsdirektør
- 1896 Johannes Høirup (1877-1958)[5]
- 1896 Peter Zoffmann (1877-1971)[6]
- 1897 A.M. Hansen (1877-1960), undervisningsminister
- ca. 1909 Ole Hessilt (1887-1961), amtsskolekonsulent[7]
- 1909 Peder Ravn (1884-1962)[8]
- 1910 Rudolf Bruhn (1889-1918), forfatter
- 1913 Georg Krogh-Jensen (1892-1968)[9]
- 1914 Viggo Jensen (1893-1961) lærer på Hasel
- 1915 Poul Müller (1894-1971), inspektør ved Statens pædagogiske Studiesamling[10]
- 1919 N.P. Andersen (1898-1970), skoledirektør i Esbjerg[11]
- 1919 Victor Cornelins (1898-1985), viceskoleinspektør i Nakskov, foredragsholder, musiker, sanger
- 1920 Holger Kjær (1899-1980)[12]
- 1922 H. Bahne Jensen (1895-1956)[13]
- 1924 Niels Peder Jensen Frank (1899-1991), Værslev.
- 1929 Hans Jacob Højgaard (1904–1992), lærer, korleder og komponist på Færøerne
- 1930 Erhardt Larsen (1909–1994)[14]
- 1936 C.C. Kragh-Müller (1914-1976), professor, cand.psych., leder af Bernadotteskolen i Hellerup
- 1940 Knud Nielsson (f. 30. juni 1918), lærer i København; medlem af Modeludvalget for sløjd 1962-1978[15]
- 1944 Erik Knudsen (f. 1922), forfatter
- 1950 Bjarni Skaalum (f. 1924), lærer på Færøerne
- 1951 Erling Poulsen (f. 1924), lærer på Færøerne
- 1968 Bent Illum (f. 1944), sløjdlærer
- 1969 Finn Spurre Pedersen, lærer i Danmark, Zambia og Grønland, ungdomsskoleinspektør[16]
- 1972 Søren Vestergaard Mikkelsen (f. 1949), lærer i Danmark og Grønland, forfatter og foredragsholder
- 1975 John Bamberger (f. 1951), skoledirektør i Helsinge
- 1975 Niels Christian Sauer (f. 1950), DLF-hovedstyrelsesmedlem 2000-2004
- 1976 Anne Vilsbøll (f. 1951), billedkunstner og forfatter
- 1976 Claus Bojesen (f. 1948), maler, grafiker og forfatter
- 1987 Bodil Kornbek (f. 1961), skoleleder og politiker

## Nogle lærere på Jonstrup
- 1791-1796 Hans Wilhelm Riber (1760-1796)
- 1791-1811 Hardenack Otto Conrad Zinck (1746-1832), komponist, sanglærer, professor
- 1796-1798 Eiler Christopher Munthe (1759-1814)
- 1796-1805 Frederik Høegh-Guldberg (1771-1852)
- 1798-1801 Jacob Saxtorph (1771-1850), fra 1801 seminarieforstander
- 1801- Christian Ludvig Strøm
- (1808)-1817 Johannes Nikolaj Schow, teolog
- (1808)-1818 Tønnes Ditlev Roeskilde, teolog
- 1809-1840 Vilhelm Johannes Gehl (død 1840), gymnastiklærer
- 1811-1853 Ole Jacob Gebauer, havebrugslærer
- 1811-1851 Rasmus Andersen, sanglærer
- 1818-1826 Caspar Johannes Boye (1791-1853), teolog, salmedigter, lærer i dansk og historie
- 1851-1893 Carl Mortensen (1832-1893) lærer i sang, skrivning og tegning
- 1856-1896 Hans Mortensen (1825-1908)
- 1857- Jørgen Beyerholm, regning og matematik
- 1870-1884 Otto Kalkar (1837-1926), sprogvidenskabsmand
- -1923 A.J. Hansen, sløjd samt gymnastik i alle klasser
- 1874-1879 Hallander Hellemann (1850-1920), gymnastiklærer, senere skuespiller[17]
- 1886- Eggert Christopher Tryde Lunddahl (1854-1936) historie, religion, dansk
- 1895-1935 Kristen N. Steensen, sang og musik
- Steenfeldt Nielsen, timelærer i tegning
- (1895)- J. J. Nielsen, cand.mag., naturfag og dansk
- 1895-1935 Johannes Frederik Johansen (død 1946) regning, matematik, fysik
- 1917-1953 Christian Hauch (1888—1961)[18]
- 1921-1938 Folmer Lauritzen (død 1938), tegnelærer
- 1923-1962 Otto Lindberg (1892—1979), gymnastik- og sløjdlærer
- 1933-1972 Herman Wolffsen (1902-1989), øvelsesskole- og seminarielærer, inspektør, regning, tegning, skrivning, sløjd, skoletimer[19][20]
- 1935—1947 Ejnar Boesen (1900—1983), sang og musik[21]
- 1937—1946 Egede Schack (1895—1957), teolog[22]
- 1950-1963 Poul Thomsen, senere professor i fysik på Danmarks Lærerhøjskole 1973-1992
- 1952-1984 Lisa Larsen
- 1956- Verner Kesselhahn (f.15.03.1924, d. 17.06.2008), dansk
- 1956-1984 Karen Viderø (20.12.1923-5.4.2010)
- 1956-1987 Vagn Jensen (f.11.08.1922), geografi
- 1957-1990 Børge Hjermov (f. 01.04.1920), engelsk, tysk, formand for Jonstrupsamfundet, lærereks. fra Jonsrup 1941
- 1958-1990 Ole Kinch, musiklærer
- 1959- Margrethe Skafdrup (f.26.02.1922, død februar 2007), engelsk, tysk. Skrev bogen 'Korsveje' 1999
- 1960- Gudrun Christensen, overlærer, skolekøkken
- 1960-1990 Hans A. Marcher (f. 15.11.1930), cand.mag., mag.scient., matematik, fysik (naturlære)
- 1960-1990 Knud Nedergaard (f. 18.07.1928), teolog, kristendomskundskab
- 1961-1982 Finn Berlev (f. 07.01.1922, d. efterår 1992), cand.mag., fysik, matematik
- 1961-1988 Arne Sloth (født ca. 1930), kommunelærer, dansk og gymnastik
- 1961- Knud Karlsen (f. 10.08.1923), engelsk og latin, lærerrådsformand, konstitueret rektor 1976-77
- 1963-1966 og 1970-1990 Bjørn Ekmann, tysk
- 1964-1990 Grete Skafte, psykologi
- 1965-1992 Gudrun Marcher, håndarbejde
- 1966-1990 Johann Boisen Schmidt (f. 12.05.1925) historielærer
- Poul Koch (f. 02.12.1930, d. 18.09.1986) lærer i samfundsfag[23]
- Ole Varming (f. 24.03.1929, d. 21.01.2016), psych.dr., lærereks. fra Jonstrup 1953, psykologilærer
- Jørgen Marcher, pædagogiske fag
- Asta Trier-Hansen, håndarbejde, gymnastik
- 1967-1987 Anni Rosenberg
- 1971-1990 Vagn Mathiasen (f. 10.09.1931, d. 27.01.2014), sløjdlærer og praktikleder
- Birgitte Holbøl, cand.pæd.pæd., undervisningslære og pædagogik[24]
- Kurt Andersen, cand.pæd., dansk
- Ruth Munk (f. 19.10.1921), biologi[25]
- Frede Enkegaard (1911-1977), sang- og musiklærer og kollegiets efor
- Anni Støvring Jensen, skrivning, formning
- 1970-1990 Johannes Jeppesen, pædagogik
- 1970-1990 Kurt Maack, musik
- 1970-1990 Gyda Bøge Seibæk, psykologi
- Lars Engels, kemilærer, også på DLH og senere tv-producer
- 1972-1990 Kirsten Thyme, retorik, talepæd.
- 1974-1990 Peder Kjøgx, idræt
- 1975-1990 Tom Carlsen, dansk og samfundsfag
- 1975-1990 Vagn Nørgaard, musik
- 1977-1990 Lis Boysen, samfundsfag
- 1977-1990 Willy Daniel, sløjdlærer, senere forstander for Dansk Sløjdlærerskole
- 1979-1980 Arne Mortensen
- 1980-1987 Inger Ferini, psykologi
- 1980-1990 Randi Asnæs, pædagogik
- 1981-1990 Elin Ekmann, tysk
- 1981-1990 Per Ryt-Hansen, idræt (dernæst på Blågård Seminarium indtil 2004), selv lærer fra Jonstrup 1976[26]
- 1982-1990 Vibeke Lyngholt Frederiksen, biologi

## Forstandere
- 1790-1801 Johan Christian Gebhard Claussen (1750-1801), førstelærer[27]
- 1801-1819 Jacob Saxtorph (1771-1850) (1819-1843 rektor for Odense Kathedralskole)
- 1819-1838 Jens Ernst Wegener (1781-1846)
- 1839-1868 Jens Jensen (1796-1875) (konstitueret i slutningen af 1838)
- 1868-1878 Viggo Andreas Vilhelm Driebein (1820-1878), teolog
- 1878-1895 Odin Wolff Tidemand (1822-1897), teolog
- 1895-1929 Stig Bredstrup (1863-1939), teolog
- 1929-1937 Arne Møller (1876-1947), cand.teol., dr.phil., fra 1937 forstander for Haderslev Statsseminarium
- 1937-1947 Georg Christensen (1877-1966) tidl. forstander for Haderslev Statsseminarium[28]
- 1947-1964 Aage Morville (1894-1983), teolog, tidl. lærer på Haderslev Seminarium og forstander for Ranum Seminarium
- 1964-1977 Per Mogens Hansen (1918-1991), rektor, mag.art. dansklærer, tidl. rektor for Odense Seminarium
- 1976-1977 Knud Karlsen konstitueret som rektor under Per Mogens Hansens sygdom
- 1977-1990 Kaj Bonde (1926-1999) sidste rektor[29]

## Andet personale
- 1940-1950 Anny Værenstrøm Nielsen, børnehavelærerinde i Jonstrup
- 1960-1990 Esther Frimann, økonoma, kantinebestyrer (død 7. juli 1992)
- 1973-1990 Jan Karlsson, medhjælper
- 1981-1990 Grethe Kofoed, sekretær
- 1981-1991 Elin Fog, bibliotekar
- 1984-1990 Henny Dahl, teknisk assistent

## Jonstrupsamlingen
Læreruddannelsens historie i Danmark i perioden 1790-1990 er beskrevet i en udstilling under Dansk Skolemuseum på Jonstrup Seminariums gamle øvelsesskole.
Samlingen er åben hver første søndag i måneden 14:00-16:00. Adresse: Jonstrupvej 288, indgang E, Værløse.